# Ulzama
Ulzama (em castelhano) ou Ultzama (em basco) é um município da Espanha na província e comunidade foral (autónoma) de Navarra. Tem 96,44 km² de área e em 2021 tinha 1 669 habitantes (densidade: 17,3 hab./km²).

## Demografia
| Variação demográfica do município entre 1991 e 2004 | Variação demográfica do município entre 1991 e 2004 | Variação demográfica do município entre 1991 e 2004 | Variação demográfica do município entre 1991 e 2004 |
| --------------------------------------------------- | --------------------------------------------------- | --------------------------------------------------- | --------------------------------------------------- |
| 1991                                                | 1996                                                | 2001                                                | 2004                                                |
| 1 655                                               | 1 646                                               | 1 587                                               | 1 608                                               |